# Emir & Frozen Camels
Emir & Frozen Camels (soms geschreven als EFC) is een Bosnische muziekgroep die vooral popmuziek maakt en speelt.

## Ontstaan
De band werd in 1998 opgericht door Emir Bukovica in Fort Myers, Florida. De eerste bandleden waren, naast Bukovica, AC/DC-bassist Cliff Williams en de twee Amerikanen Darrell Nutt en Danny Shepard.

## Muzikale carrière

### De beginjaren
Slechts een jaar na de oprichting van de band werd hun eerste album, San, opgenomen. Datzelfde jaar ondertekende de band een contract met het Europese platenlabel Dallas Records. Hierdoor richtte Bukovica ook een "Balkanversie" van de band op in het voormalige Joegoslavië. Hierdoor ontstonden er twee versies van de band: een Amerikaanse en een Bosnische. In 2002 won de band de Bosnische muziekprijs Davorin voor beste internationale samenwerking. Het jaar nadien won de band dezelfde muziekprijs, maar dan voor beste urban nummer.
Eind 2002 was de Amerikaanse bemanning van de band (Shepard, Williams, Bukovica, Nutt en Vranjes) op een mini-Europese tour: The Frozen Camels Project Tour. Er was voor deze tour vooral belangstelling in de wereldmuziekscene aangezien het Cliff Williams' eerste optreden op tournee was met een andere band dan zijn AC/DC. Een jaar later kwam hun tweede album uit.
Het lied Sarajevo, New York, Roma werd geselecteerd als het handelsmerk van het Wees tolerant - wees slim! project van de Verenigde Naties. Dit project bevordert vrede en tolerantie in de Balkan. Dit lied maakt ook deel uit van de officiële lijst met liedjes over New York.

### Derde en vierde album
Het derde album van Emir & Frozen Camels, No pasaran, kwam uit in mei 2009. Kort daarna begon ook de promotietour van het album en speelde de band veel concerten in de
Balkanregio: Kroatië, Slovenië, Bosnië en Herzegovina en Servië. Later dat jaar trad de EFC-band ook op tijdens het concert van Lenny Kravitz op expliciete vraag van de Amerikaanse zanger zelf. Ook op het Belgrade Beer Fest 2009 trad op en later ook als openingsact voor Iggy Pop op het Exitfestival in Novi Sad.
In 2010 ontving EFC de muziekprijs Indexi, die voorheen Davorin heette, in de categorie "Het beste rock'n'roll-album van het jaar" voor hun derde album No pasaran. Ze ontvingen ook een prijs voor "Het beste album van alternatieve rock". Het was na 2003 en 2004 al de derde keer dat ze een Indexi/Davorin prijs kregen.
Vier jaar na het verschijnen van hun derde album bracht de band een "best-ofalbum" uit. Op dit album staan de beste liedjes van de vorige drie albums.

### Türkvizyonsongfestival
In oktober 2013 werd de band namens Hayat TV geselecteerd om Bosnië en Herzegovina te vertegenwoordigen op het eerste Türkvizyonsongfestival. Ruim een maand later werd hun lied Ters Bosanka voorgesteld als lied waarmee de band naar Eskişehir zou trekken. Voor hun deelname werkte de band eenmaal samen met de Bosnische zanger Mirza Šoljanin. Op het festival moest de band eerst aantreden in de halve finale. Deze werd overleefd en zodoende mocht de band deelnemen aan de finale waar ze uiteindelijk op de zesde plaats eindigden.

### Vanaf 2015
De single Flaster kwam in december 2015 uit. Net als de vorige single, Ters Bosanka, kreeg ook dit nummer een videoclip die te zien was op MTV.
Even later veranderde de band van platenlabel en verhuisde het van Dallas Records naar Croatia Records.
Sindsdien hebben ze nog twee singles uitgebracht: Volim te en Nisam sam. Beide nummers kregen ook een videoclip, die net zoals bij het nummer Flaster werden geregisseerd door Tarik Hodzic.
De band heeft samengewerkt met vele internationale muzieksterren, zowel bandleden als eenmalige samenwerkingen. Zo werkte de band samen met Alberto Ceballos, Rambo Amadeus, Zvonimir Đukić, El Bahattee, Elvis J. Kurtovic, Lenny Kravitz, Iggy Pop en vele anderen. Emir & Frozen Camels is ook te vinden in de officiële biografie van de band AC/DC, Let There Be Rock.

## Discografie

### Albums
- San (2000) - Dallas Records
- Znam (2003) - Dallas Records
- No pasaran (2009) - Dallas Records
- Best of (2013) - Hayat Production

### Singles
- Ters Bosanka (2013)
- Flaster (2016)
- Volim te (2016)
- Nisam sam (2017)

2013: Emir & Frozen Camels feat. Mirza · 
2014: Mensur Salkić · 
2015: Adis Škaljo · 
2020: Armin Muzaferija